# 徐宣 (曹魏)
徐宣（じょ せん、? - 236年）とは、後漢末期から三国時代の人物。字は宝堅。広陵海西の人。
江東に移住していたが、孫策の任用を断り、帰郷した。陳矯と共に綱紀に挙げられ、二人とも太守陳登に信任され、やがて曹操に心を寄せるようになった。海西と淮浦で反乱が起きたが、都尉の衛弥と令の梁習の計らいにより難を逃れた。曹操が派遣した扈質の討伐軍に協力し、曹操に認められ、司空掾属となった。東緡、発干の令、斉都太守を経て、中央において門下督となり、曹操につきそって寿春に赴いた。馬超が反乱を起こすと、追討に出向く曹操から清廉公正さを認められて左護軍をなり、留守の軍を任された。曹操が帰還すると東曹掾となり、魏郡太守となった。
曹操の没後、曹氏の故郷の人物を中心にとりたてようとする意見が出たが、徐宣はこれに反対し、曹丕（文帝）に国家の柱石を任せるに足りる人材と認識された。曹丕が即位すると、御史中丞となり、関内侯の爵位を得た。城門校尉に移ったが一月後に司隷校尉となり、散騎常侍に転任した。広陵で文帝の船が横転したとき、徐宣は真っ先にかけつけたため、文帝は勇気を評価し尚書とした。
曹叡（明帝）の時代には、津陽亭侯となり、二百戸を領した。中領軍の桓範の推挙により左僕射となり、まもなく侍中･光禄大夫をも加えられた。明帝が許昌に赴いたときは留守を任されるなど、信任の厚さは変わらなかった。徐宣が68歳になり、引退を考えるようになったときも、あくまで明帝は慰留した。236年に没した。葬儀は質素にするよう遺言した。明帝は徐宣を惜しみ、車騎将軍を追贈し、三公の礼をもって葬り、貞侯とおくりなした。
陳寿は陳矯と同様の賛辞をもって徐宣を評しているが、徐宣当人は陳矯とは不仲であった。